# 金滉植
金滉植 （：／ Kim Hwang-Sik）（1948年8月9日—），出生於全羅南道長城郡，為第41任韓國國務總理。2008年擔任監查院長，直到2010年出任國務總理。卸任时是韩国自1987年实施总统直选以来在任时间最长的总理。

## 生平
首爾大學法學系畢業。在出任韩国总理之前，他历任首尔高等法院法官、光州地方法院院长、大法院大法官和监查院院长等职。
2010年9月，韩国总统李明博提名金滉植出任新總理。2010年10月1日，韓國國會通過了對金滉植總理的任命。